# Tachina magnicornis
Tachina magnicornis är en tvåvingeart som först beskrevs av Zetterstedt 1844.  Tachina magnicornis ingår i släktet Tachina och familjen parasitflugor. Arten är reproducerande i Sverige. Inga underarter finns listade i Catalogue of Life.